# إبراهيم خالد المقلة
إبراهيم خالد المقلة (مواليد 11 مارس 1991) لاعب كرة قدم بحريني يلعب حاليا لصالح نادي الدرجة الأولى البحرين البحريني في مركز المهاجم من 2016.

## الإنجازات

### المحرق
- الدرجة الأولى (4): 2006، 2007، 2008، 2009
- كأس ملك البحرين (3): 2005، 2008، 2009
- كأس ولي العهد (4): 2006، 2007، 2008، 2009
- كأس الاتحاد الآسيوي (1): 2008
- كأس الاتحاد البحريني (2): 2005، 2009